# Palma Soriano
Palma Soriano es un municipio-ciudad del sureste de Cuba, situada en la provincia de Santiago de Cuba. Ocupa 845 km², mientras que el municipio se extiende por 1872 km². Para 2020 tenía una población de más de 120 mil habitantes. 

## Historia
La ciudad de Palma Soriano se encuentra ubicada en las orillas del río Cauto. Fue fundada en el año 1775, mediante la donación que realizara a la Iglesia católica la señora De los Llamos y Rizo, quien ofreció para su fundación los terrenos de la hacienda Cauto Garzón, la cual más tarde se convertiría en Palma Soriano, a raíz del incremento de la población que se fue asentando en los predios de dicha finca. Es importante destacar que se tienen informes que en la zona residía Santiago Soriano, propietario de un pequeño negocio a orillas del Camino de la Isla, ruta principal que conducía desde la capital del país a la ciudad de Santiago de Cuba. Este personaje ganó reconocimiento por parte de los viajeros que reconocían el lugar por una palma real (árbol nacional de Cuba) en la cual estaba grabada una cruz roja, denotando su carácter religioso, frente a la cual se reunían los primeros habitantes de la zona.
A la muerte del Sr. Soriano, los habitantes comenzaron a nombrar el lugar como la Palma de Soriano, hasta que después de varios nombres, en 1899, a petición de sus habitantes y una misiva del Sr. Arzobispo de Santiago de Cuba, la ciudad fue declarada Municipio Palma Soriano.
El desarrollo de Palma fue incrementándose con la llegada de poderosos hacendados a mediados de 1800, y entre ellos se destacaron el Marqués de la Candelaria de Yarayabo, poseedor de enormes extensiones de tierra, al igual que familias acomodadas, que residían en la ciudad y mantenían prósperos cultivos de caña y café, centrales azucareros, comercios, acueductos, etc. Entre estas familias se destacaron la del Junco, Fiol, Crespo, Ibonnet, Rizo, Gómez, de Armas, etc.
A principios de 1900 el municipio continuaba en ascenso, y ya a mediados de los cincuenta la ciudad se integra a la lucha revolucionaria comandada por Fidel Castro, señalamos que Palma Soriano está reconocida como una de las ciudades con mayor participación en las luchas de liberación nacional desde 1868. En 1959 es en Palma Soriano que Fidel Castro anuncia el triunfo revolucionario reconociéndose a Palma Soriano como la primera capital de la revolución y desde allí parte para La Habana.
En la actualidad Palma Soriano es el segundo municipio más importante de la provincia de Santiago de Cuba y uno de los más importantes en el país. Ciudad de enorme alegría es reconocida en toda Cuba por su fiesta de carnaval, a la cual asisten personas de todo el país, es un lugar de hermosas tradiciones cubanas y de visita obligada para todo aquel que desee divertirse, conocer un poco de la historia de Cuba y contagiarse con la hospitalidad de sus habitantes.
En el centro de la ciudad se encuentra el parque José Martí (líder del movimiento independentista cubano que perdió la vida en 1895 durante la Batalla de Dos Ríos, Combate de Dos Ríos), declarado Monumento Nacional porque allí reposaron los restos del apóstol camino a Santiago de Cuba. En sus alrededores están el Banco Nacional de Cuba, la Asociación Nacional de Orquestas Charangas Rafael Lain, el Teatro Liberación, y solo a unos metros el parque Rosario, la Iglesia Católica Nuestra Señora del Rosario, fundada en 1813, el Palacio de Gobierno y la sede Preuniversitaria, tercera más importante del país, Ramón Campa Delgado.
Otro nombre de este municipio es Ciudad del Cauto.

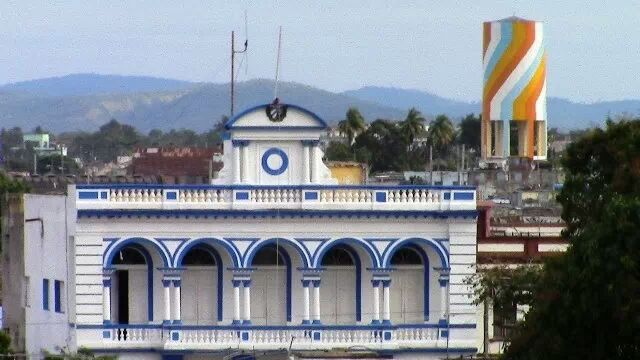
Vista parcial de la ciudad de Palma Soriano, en primer plano se aprecia el Poder Popular y al fondo Tanque del Acueducto

## Palma Soriano en la música
Hay diversas canciones dedicadas a esta localidad santiaguera,  entre las que se cuenta la guaracha «Palma Soriano», interpretada por la orquesta Chepín Choven y «Palma Soriano, me voy y te dejo mañana», interpretada por Beny Moré:
Palma Soriano me voy y te dejo mañana.
Palma Soriano tiene alegría, tiene mujeres que son primores
igual de noche que por el día,
llenan sus calles ramos de flores,
cuando tu vayas allí, mi hermano,
no te sorprendas si una palmera
te tira un lazo y su manera
te deja preso en Palma Soriano.
Palma Soriano me voy y te dejo mañana.

## Personajes destacados de Palma
Palma Soriano es el lugar de nacimiento del contrabajista Ernesto Reyes “Palma” director del septeto “Los Jóvenes Clásicos del Son”, la cantante de reguetón Mey Vidal, de la campeona olímpica de atletismo Ana Fidelia Quirós (n. 1963) y de varios importantes jugadores de béisbol como Orestes Kindelán y Antonio Pacheco, entre otros.

## Orígenes
Hace varios siglos, Santiago Soriano, descendiente español, adquirió una finca que formaba parte del Ingenio Cauto Garzón, donde construyó su vivienda al lado de una palma, junto al camino real de la Isla a orillas del río Cauto. Aprovechando esta posición geográfica atiende a los viajeros en una mesón, donde les brinda también alojamiento al que lo desee y descanso a los caballos.
La palma real se convirtió en un punto de referencia: «Nos vemos en la palma de Soriano», «descansaremos en la palma de Soriano», «cambiaremos los caballos en la palma de Soriano». De frases como estas surge el nombre del municipio Palma Soriano.
En el territorio que hoy ocupa el municipio de Palma Soriano no se ha comprobado que hayan existido asentamientos aborígenes con evidencia de contactos con los conquistadores españoles.
Algunos historiadores locales han tratado de demostrar que las primeras referencias de los aborígenes y del territorio que habitaron del cacicazgo de Guaimaya se remontan al recorrido que realizó el «adelantado» Diego Velázquez, relacionado en su carta al Rey del 1 de abril de 1514.
La historiografía palmera se nutrió para emitir el anterior enunciado del mapa realizado en el siglo pasado por el historiador y geógrafo José María de la Torre, el cual malinterpretó la relación de Diego Velásquez y estableció arbitrariamente los límites de los cacicazgos sin tener presente la verdadera estadía socioeconómica de los indocubanos.
Alrededor de la parroquia se creó el primer cementerio eclesiástico donde se enterraban solamente a los cristianos previo pago de los derechos, pues anteriormente en Cauto Garzón y dentro de los límites de la finca la Palma de Soriano (hoy esquina que une a las calles Uno de Mayo y Máximo Gómez, existió un pequeño campo fúnebre, aunque se habla de otro pequeño campo santo en el ingenio Vega Grande donde se encuentran los actuales filtros del acueducto.
Como la Iglesia solo permitía enterrar en sus terrenos a sus cristianos, los dueños de la finca San Miguel cedieron 500 metros cuadrados de terreno frente al camino real donde se levanta el Hospital Pediátrico y la calle 21. Contaba entonces Palma con dos necrocomios, uno Católico y otro Laico, que funcionaron separadamente hasta 1846 en que, al pasar a manos de las autoridades civiles, fue cerrado el católico.
La iglesia nueva que tenía 15,5 varas de ancho por 28,5 de largo y techo de tejas estaba dividida internamente en tres anchas y espaciosas naves; con vigas de arquerías pintadas al óleo, tres altares (dos colaterales y uno en el centro). Tenía además dos piezas grandes para vivienda del cura y un cementerio aledaño de 40 varas. (Se refiere a la segunda iglesia construida en el poblado).

## Parque José Martí
Desde la fundación de este pueblo se destinó el terreno que hoy ocupa para la construcción de una plaza que sirviera de distracción a sus habitantes. Durante muchos años, debido a la poca importancia de la población, la plaza sirvió para que en ella pastaran los animales que merodeaban por el pueblo. 
En el año 1880 sembraron dos hileras de salvaderas, trazando así un paseo de circunvalación, pero como no había asientos y el pavimento seguía siendo el natural, con el consiguiente crecimiento de hierbas, el pueblo no lo utilizaba más que para acortar las distancias de una calle a otra… 
Muy pocos años después el teniente coronel Cesáreo Ruiz Valero con el objeto de evitar el pastoreo de animales, mandó a cercarlo con postes labrados y alambre liso y ordenó construir la única acera de piedras que tenía por la calle Martí; cerca y acera que no tardó mucho tiempo en volver a la forma anterior hasta el advenimiento de la República.  
En 1905, siendo el alcalde el Sr. Arístides García, se construyó un muro en sus cuatro lados, se derribaron las salvaderas y se niveló el terreno. 
En 1910 se organizó una comisión de vecinos, de la que fue tesorero el Sr. Eduardo Vázquez, con el fin de embellecerlo mediante fondos adquiridos de los vecinos y de algunos comerciantes de Santiago de Cuba. El trazado de la obra a realizar fue confiado al agrimensor Sr. Manuel Ibarra y la contrata al Sr. Jaime Miró; entre 77 donantes se reunió la cantidad de 1.399.40 pesos. El que más dio fue la familia Fiol y Hno. con más de 200 pesos. También contribuyó el Párroco P. Ramos con 10 pesos, siendo otros donativos de uno, de dos, de tres, de cuatro, de cinco, de seis y de diez pesos. Los documentos acreditativos obran en el archivo del difunto Sr. Vázquez, recibiéndose los trabajos el 29 de noviembre de 1910.  
En abril de 1914, siendo alcalde el Sr. Valero Fernández, se hizo una ampliación a los paseos y alguna otra reforma; así mismo se hizo algún otro arreglo en el período alcaldicio del Dr. Juan Bautista Viñas y se dotó a la plaza de los faroles ornamentales que un tiempo atrás ostentó.
El 20 de mayo de 1913, siendo alcalde el Sr. Gerardo Gómez Aja, fue levantado en el lugar que aún está el Monumento a José Martí. Éste monumento fue esculpido en Italia para erigirlo en el mismo lugar que cayera Martí, pero teniendo en cuenta las dificultades que ofrecían los caminos para transportarlo y visitarlo, y pensando que en éste parque luciría mejor y que además en él había sido expuesto el cadáver del Apóstol de la Independencia de Cuba, se convino levantarlo en este lugar. Este parque recibió los nombres de plaza de Armas, plaza de Marte y plaza del Pueblo, ya por haber sido lugar de ejercicios militares para las tropas y también de festejos populares.  
Fuente: Origen y Crecimiento de Palma Soriano. Obra del Rvdo. P. Severiano de Betelu C.M.F

## Lucha de liberación
La situación económica del municipio en el período 1952-1958 no difería de la existente en el resto del país, derivada de una mayor dependencia a Estados Unidos en la economía y por ende un incremento en la deformación estructural que se agudizó como resultado de la política económica desarrollada por el gobierno de Fulgencio Batista.
La existencia de grandes latifundios nacionales y extranjeros caracterizó el desarrollo de la industria azucarera en el municipio, la que mantuvo el peso fundamental de la economía y como en todo el país atravesó por la crisis que afectó a este sector.
La liberación de Palma Soriano se trazó y acordó el 22 de diciembre de 1958 en la finca Arroyo Naranjo, en el Tamarindo, en la que participaron los comandantes Fidel Castro, Raúl Castro, Juan Almeida Bosque, Guillermo García, Vitalio Acuña y Universo Sánchez.
En la toma participaron combatientes de las diferentes columnas de los tres frentes orientales, lo que constituye una particularidad de la Toma de Palma. En Palma existían tres objetivos importantes: la estación de policía, el Cuartel de la Compañía 104 de Sierra Talavera y el cuartel de la Guardia Rural.
La acción comienza el día 23 de diciembre en horas de la madrugada, cuando una compañía rebelde hace fuego de bazooka derribando un poste en la esquina de la estación de policía; a esa misma hora tropas rebeldes tomaban posición del aeropuerto y los caminos que conducen al cuartel de la Guardia Rural. En horas de la mañana una patrulla enemiga que se dirigía al aeropuerto a recibir un avión militar, fue abatida por las fuerzas rebeldes. Acto seguido fue rodeado el Central Palma donde se parapetó una fuerza enemiga, mientras dos compañías rebeldes tomaban posición al sur y este del cuartel.
En la toma del cuartel cayeron heroicamente valerosos combatientes, como el capitán Miguel Calvo Antolín, el teniente Raúl Moreno Blanco y los soldados
Ramón Rodríguez y Ricardo,
Juan José Verdecia y
Rafael Carro Pérez.
El día 24 de diciembre, las tropas rebeldes ocuparon el Central y las fuerzas de la tiranía fueron abatidas por los rebeldes, y los pocos guardias que quedaban habían huido para el cuartel de la Guardia Rural, donde se encontraban operando varios hombres de las tropas de Guillermo García; cuando avanzaron las tropas de Universo Sánchez, el cuartel se encontraba prácticamente tomado por los rebeldes.
Al amanecer del 25 de diciembre, las fuerzas rebeldes con fuego cerrado avanzaron por cuatro puntos de la ciudad; en el King Kong fue instalada una ametralladora calibre 30, las ráfagas lanzadas resquebrajaron la moral de los esbirros, quienes abandonaron sus posiciones. La guarnición de la jefatura de policía también abandonó su posición y se refugiaron en el ayuntamiento primero y más tarde en el Hotel Palma.
El 26 de diciembre, el hotel fue rodeado por las fuerzas de Vilo Acuña; horas después de iniciado el fuego los esbirros dieron la señal de rendición: dos de los jóvenes rebeldes ―Willian Cobas y Carlos Montalván― se adelantaron y fueron vilmente asesinados. Este hecho dio lugar al reinicio del fuego hasta que a las 2:00 p. m. aproximadamente se produjo la rendición definitiva de los esbirros.
El último reducto de la Compañía 104 ubicada en el Almacén de Café de Casas y Compañía, estaba rodeado por las tropas de Vilo Acuña, Filiberto Olivera, Lino Carreras y Diocles Torralbas; durante la noche se hicieron varios disparos hasta que el comandante Quevedo trasmitió a Universo Sánchez la orden de Fidel de exhortar a las tropas enemigas que se rindieran. En su cumplimiento Universo Sánchez se entrevista con Sierra Talavera y este acepta la rendición incondicional el día 27 de diciembre; tomada esta posición Palma Soriano logra su liberación y es ocupada por el Ejército Rebelde.
La huelga general revolucionaria convocada por Fidel Castro y la rápida actuación del pueblo y del Ejército Rebelde aceleraron la caída de la tiranía y el derrumbe nacional de todas las estructuras del Gobierno.
En los días posteriores a la liberación de Palma Soriano las fuerzas revolucionarias comenzaron a dar los primeros pasos que sentaron las bases, los cambios institucionales iniciales y necesarios que realizaría el Gobierno Revolucionario para llevar adelante la obra transformadora de toda la sociedad. De esta manera las antiguas autoridades civiles del término municipal habían sido destituidos, el comisionado ejercía todas las funciones del gobierno local y comenzaba a normalizarse la vida ciudadana del municipio.
Del 3 al 8 de enero comenzaron a funcionar las oficinas y las escuelas públicas, el inicio de zafra fue previsto para el 15 de enero y se prorrogó el pago de las contribuciones fiscales con el objetivo de aumentar las fuentes de ingresos necesarias para el sostenimiento de la Revolución y la realización de los primeros programas sociales que irían dándole solución a los agobiantes problemas que afectaban al pueblo.
Al constituirse en el año de 1959 la Comisión Revolucionaria de Cultura presidida por Rogelio Castellanos, responsabilidad que en 1969 ocupara Justini Rizo Pupo, se puso a funcionar la banda de música y la biblioteca municipal.
Sentando las bases que permitieron poner la cultura al servicio del pueblo y en la que este tendrá participación activa en las principales manifestaciones del arte y la cultura a través del movimiento de aficionados que fue alcanzando altas dimensiones nutriéndose de las masas.
Antes de 1959, la población de Palma Soriano no tenía acceso a la práctica deportiva que era privilegio de clubes exclusivistas y discriminatorios. El triunfo revolucionario y los cambios que se produjeron convirtieron el deporte en un derecho de todo el pueblo. En este sentido se fueron dando pasos en beneficio de todas las disciplinas, en particular el béisbol y el boxeo los más tradicionales y generalmente de mayor opción.
A partir de 1959 creció cuantitativa y cualitativa la escuadra de boxeadores del territorio, valiosas figuras fueron surgiendo al impulso de los primeros triunfos y llegaron a ocupar en los años posteriores lugares cimeros a nivel provincial, nacional e internacional.
Entre esas figuras son dignas de mencionar a: Rafael Carbonell, Mario Danger, Paquito Danger, Nicolás Echarte, Druvi Gutiérrez, Andrés Oporto, Seferino Danger, Juan Licea, Jesús Martínez, Arsenio Montalbán, Joel Paisán, Marcos A. Santana, Alfredo González y Humberto Rodríguez.
Palma por entonces fue sede de los primeros eventos boxísticos, así, por ejemplo en agosto de 1960, se inauguró la temporada de boxeo amateur Guantes de Oro, auspiciada por la Dirección Nacional.
En el béisbol Palma Soriano también estableció las bases para un desarrollo impetuoso, el número de novenas aumentó y fue mejorando la técnica y calidad de los jugadores, esto posibilitó que en años posteriores comenzaran a celebrarse campeonatos a diferentes niveles en los cuales los equipos palmeros alcanzaron triunfos en eventos importantes, fueron surgiendo destacadas figuras como la de Ramón Hechavarría Yate que logró representar al territorio en eventos nacionales e internacionales.
El atletismo también ha sido una disciplina de significativa importancia para el territorio. Su práctica se estimuló y tuvo como primer activista y profesor a Alberto Araño Chacón que al concluir en 1960 el curso como instructor comenzó sus actividades como competidor y participó posteriormente en competencias nacionales.
Unidad de las masas en defensa de la Revolución.
La amplia movilización y unidad de las masas en torno a la Revolución se fue produciendo como resultado lógico, en primer lugar de las medidas de beneficio popular que se tomaban y el esfuerzo que hacían las organizaciones revolucionarias junto al Ejército Rebelde e instituciones locales para orientar al pueblo y darle participación en el proceso revolucionario que protagonizaban.
Es a partir del año 1960 con la creación de las Escuelas Básicas de Instrucción Revolucionaria (EBIR) y el estudio de importantes materiales como los Fundamentos del socialismo en Cuba de Blas Roca Calderío, donde la preparación política de las masas alcanzó peldaños superiores mediante charlas, conferencias y círculos políticos a través de los cuales se divulgaron las ideas, medidas y obras de la Revolución.
En esta etapa se observan en el territorio grandes muestras de apoyo popular a la Revolución, al gobierno y las leyes revolucionarias así por ejemplo: el 21 de enero de 1959, organizada por los sindicatos obreros se realizó una gigantesca manifestación de pueblo en apoyo al gobierno, la que tuvo lugar en toda la calle Martí.
La desaparición física del Comandante Camilo Cienfuegos Gorriarán ocurrida el 28 de octubre de 1959 produjo una gran conmoción popular que se traduciría en el fortalecimiento de sentimientos revolucionarios de las masas. En recuerdo a su memoria el 28 de octubre de 1960 por vez primera, niños, jóvenes y el pueblo en general arrojaron flores al río, acto que se convertiría en una hermosa tradición patriótica.
El Sindicato Azucarero convocó el 8 de agosto de 1960, un acto de apoyo a la Ley de Nacionalización de los centrales azucareros, por acuerdo unánime los participantes se trasladaron a pie hasta la ciudad donde todo el pueblo fue incorporándose y ya concentrados juraron morir antes que ceder al imperialismo.
El avance de la Revolución posibilitó de manera considerable el proceso de unidad y organización de las masas que deseosas de contribuir al desarrollo de las tareas, participaban activamente a través de las diferentes secciones de las organizaciones revolucionarias.

## Desarrollo del territorio

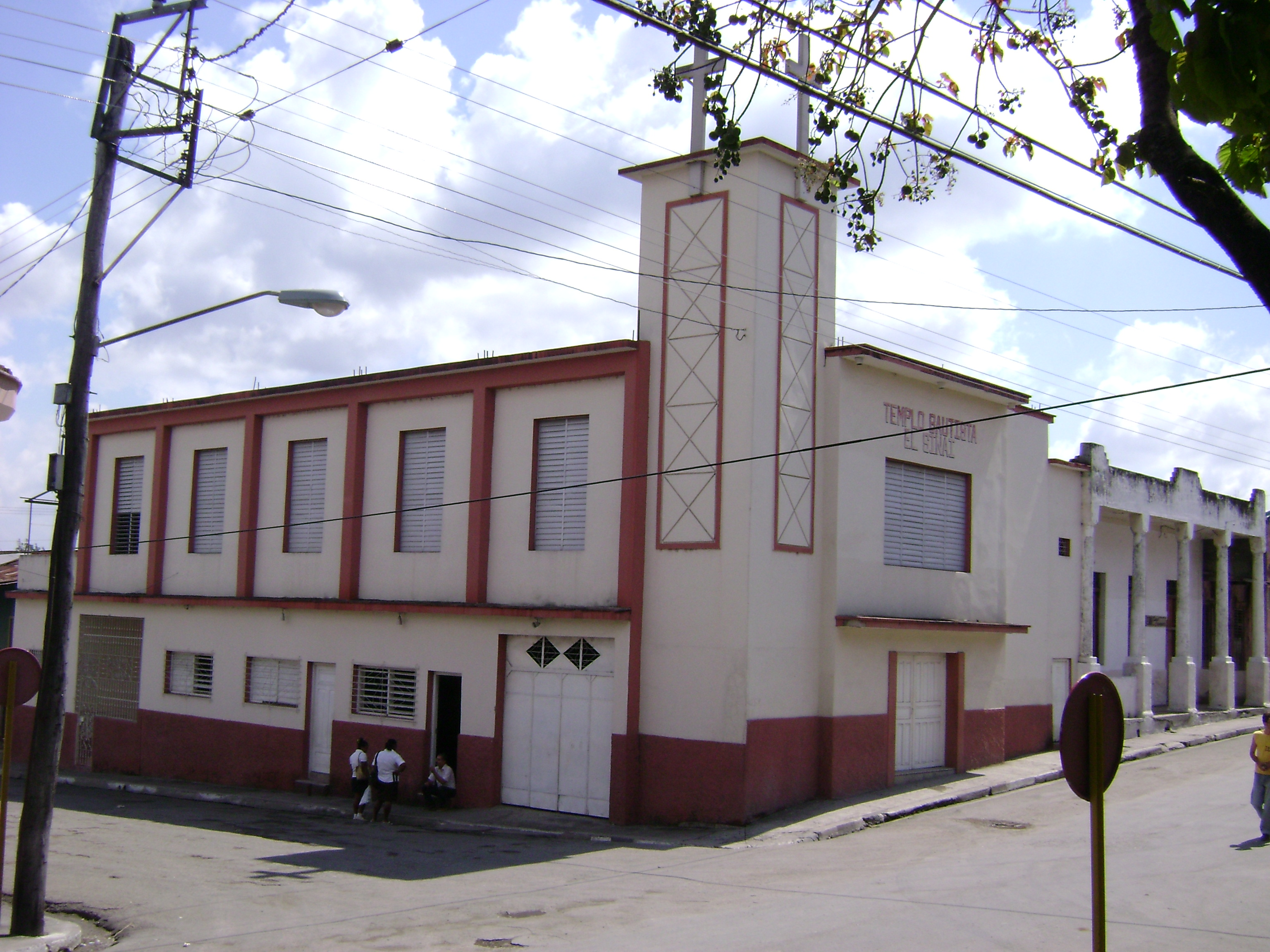
Templo bautista El Sinaí Antea de ser remodelado.

El territorio se encuentra estructurado en 20 Consejos Populares, con 171 Circunscripciones y 18 zonas de Defensa. Existen 1112 Secciones Sindicales con 25 118 afiliados, 257 zonas de los Comité de Defensa de la Revolución (CDR), con 91 125 cederistas, 143 bloques de la Federación de Mujeres Cubanas (FMC) y 916 delegaciones con 45 750 federadas y 153 Asociaciones de la Asociación de Combatientes de la Revolución Cubana (ACRC), con 3465 combatientes.
En la parte Administrativa existen 4 UBE, 6 OEE, 10 Empresas, 6 Unidades presupuestadas, 32 Establecimientos, 4 UBPC, 10 CPA, 23 CCS.
Para la dirección de todas estas actividades existe una sede del Partido Comunista de Cuba, una sede de la Unión de Jóvenes Comunistas de Cuba, una sede el Poder Popular, la Central de Trabajadores de Cuba, los Comité de Defensa de la Revolución (CDR), la Federación de Mujeres Cubanas (FMC), de la Asociación de Combatientes de la Revolución Cubana, la Asociación Nacional de Agricultores Pequeños, el Sector Militar y la Policía Nacional Revolucionaria.

### Elementos que la distinguen
Escudo de la ciudad.
Símbolo representativo de la ciudad diseñado en 1925 por el Dr. Pedro Benjamín Caignet Salomón, quien falleciera en la década del 40, y fue dado a la publicidad en la carátula del folleto de García Bernal Crónicas de Palma Soriano, en el año 1927 o 1928. Es un escudo de madera, de forma rectangular en los dos tercios de su longitud superior, y semicircular en su tercio inferior o punta, cortado en su segundo tercio de longitud, o sea, en el punto en que se inicia el semicírculo, por un filete dorado, ligeramente curvado en sentido inferior que corre en faja (horizontalmente) a todo el través, fundiéndose con la orla fileteada, también dorada, que circunda todo el escudo, quedando así cortado el cuerpo del mismo en dos secciones: la superior, que abarca dos tercios de la longitud del escudo, y la inferior que forma campana o barba, integrada por el tercio restante.
La sección superior simboliza La Leyenda de Santiago Soriano, el fundador del lugar, de la cual la ciudad toma su nombre. Muestra una divisa o letrero de espíritu progresista que dice "Siempre Adelante", el cual animó siempre a los habitantes de Palma Soriano. La casa en el centro, los corrales, tres palmas a cada lado de la casa y una última palma real al frente, donde se encuentra tallada una cruz, representan la finca de Santiago Soriano. En la sección inferior la colmena indica la unidad y laboriosidad de los palmeros, concretado a ambos lados de la colmena,
Río Cauto
El río Cauto es el más extenso de Cuba. Sus finas aguas nacen desde el lugar conocido como La Estrella, ubicado en el Consejo Popular La Colorada, específicamente en la finca La Fortuna, en la Sierra Maestra, a una altitud de 600 metros sobre el nivel del mar.
Este ente natural corre en dirección sur-norte y desemboca en el Golfo de Guacanayabo. Su longitud total es de 343 kilómetros.
Los Ríos Caney, Mefán Caña, Yarayabo y varios arroyos como Los Guaos y Las Tusas son afluentes por este municipio.
La cuenca del río Cauto tiene un territorio de 9540 km² y alberga una población superior a 1.1 millones de personas de la zona oriental, que incluye a las provincias de Santiago de Cuba, Las Tunas, Holguín y Granma.
Parque José Martí.
Alrededor de las dos de la tarde de aquel 19 de mayo, una columna española integrada por 700 hombres y comandados por el teniente coronel Michelena parte hacia la ciudad de Santiago de Cuba con el cadáver de José Martí, siguiendo la ruta por el camino Real de la Isla. Días después, el 25 de mayo, llega a Palma Soriano, lugar donde pernocta en espera de continuar la marcha al amanecer del siguiente día.
Ya dentro del poblado, se encamina a la plaza donde queda expuesto el cadáver bajo estrecha vigilancia.
La permanencia temporal de los restos de José Martí en ese sitio fue tan significativa para los pobladores de la localidad, que inmediatamente después del advenimiento de la seudo-república, la calle principal y la referida plaza comienzan a llamarla José Martí.
En el año 1910, el alcalde municipal de Palma Soriano, a título del presidente de la Junta de Vecinos, constituida para la construcción del parque, envía una carta al Consejo provincial, solicitando a los Senadores, Representantes y Concejales de la provincia oriental un pago financiero para el embellecimiento del sitio.
Esta patriótica intención tuvo que buscar otros medios de financiamiento ante la respuesta negativa de las autoridades provinciales, logrando las acciones constructivas gracias a las suscripciones de las diferentes personalidades de la población palmera.
Precisamente en esta ciudad, en la casa de José Rafael Estrada, se encontraban almacenados en varios huacales, las piezas del Monumento confeccionado en Italia para ser erigido en Dos Ríos, donde había caído Martí.
Las circunstancias que provocaron la permanencia de dichas piezas sin ser trasladadas y ubicadas en el sitio que correspondía, dieron la oportunidad al alcalde municipal, Valero Fernández Ochoa, de proponer a los vecinos que el Monumento fuera levantado en el centro del parque que desde entonces llevaría su nombre.
Tras su aprobación, se acometen las labores de montaje de las diferentes partes del conjunto escultórico y se fija su inauguración para el 20 de mayo de 1913.
Llegado el momento, el Ayuntamiento de la ciudad no cuenta con los fondos necesarios para las conmemoraciones de los días 19 y 20 de mayo, por lo que una comisión de vecinos reunidos en la Casa Constitucional acuerda crear comisiones para recolectar donativos y organizar las actividades; también la contribución monetaria de los Veteranos de las Guerras de Independencia aportó a dicho propósito.
Esta hermosa obra de carácter fúnebre, cuyas inscripciones en el mármol son alusiones a la vida y obra del Héroe Nacional de Cuba, fue inaugurada oficialmente el 20 de mayo de 1913, en solemne acto con la presencia del Mayor General de la Guerra de Independencia en Cuba Jesús Rabí, quien trató de rescatar el cadáver de José Martí durante el traslado hacia el cementerio de Santa Ifigenia, también declarado Monumento Nacional, en la ciudad de Santiago de Cuba.
Hoy este parque es lugar propicio para celebraciones, conmemoraciones y actividades de carácter patriótico y cultural.
El parque José Martí de Palma Soriano fue declarado Monumento Nacional el 19 de mayo de 2003 a propósito de cumplirse 150 años del nacimiento del Maestro.
Características

### Población
La población asciende a 127 124 habitantes, donde el 62.7 % de la población total está representada por la población urbana (79 791 habitantes), concentrándose el 95.4 % de ellas (76 111 habitantes) en la cabecera municipal. En el Plan Turquino viven 21 530 personas (el 16,4 %) y en la zona llana 101 710 personas (el 80 %).

### Asentamientos
Posee 92 asentamientos poblacionales, siendo los más importantes:
- Palma Soriano ciudad
- Dos Ríos
- Veitiocho de Septiembre
- Dos Palmas
- Candonga
- Aguacate
- Ramón de Guaninao
- La Aduana
- Yarayabo
- La Clarita
- Hicotea
- Maibio
- Carmelié
- Yaceremos
- Barranca
- La Guadalupe
- La Colorada
- Caney del Sitio
- La Curia

### Sismicidad
Desde el punto de vista sísmico, después de Santiago de Cuba este territorio es el que presenta mayor vulnerabilidad sísmica, pues es surcado adyacentemente por 4 zonas sismogeneradoras: la Oriente, Santiago-Bayazo, Baconao y Cauto Nipe.

### Clima
La temperatura promedio anual es de 26,2 °C; la media anual baja es de 23,6 °C; la media anual alta es de 28,3 °C. La temperatura máxima se observa en las zonas llanas. El comportamiento anual de la temperatura en el municipio se pudo agrupar en 4 zonas.
Zona del Valle Central y Áreas llanas del Norte de la Sierra Maestra de 24 a 26 °C.
Zona ondulada de la precordillera de la Sierra Maestra de 22 a 24 °C
Zonas del Valle e intermontañas del Sur del Municipio de 16 a 18 °C.
Zona alonada alta del Sur del Municipio de 14 a 16 °C.
Humedad relativa
El período seco es aproximadamente desde mediado de noviembre hasta finales de abril:
- Máxima humedad: febrero y mayo

Los vientos chocan con la precordillera de la Sierra Maestra, influye en el territorio la brisa marina hasta áreas meridionales del municipio donde se presentan áreas de mucha convención, luchas de vientos locales y ocasionalmente remolinos y tornados.
Régimen de lluvia
La dinámica de las precipitaciones está dada por el incremento a medida que avanza hacia el sur, adentrándose en la cordillera de la Sierra Maestra y a la Zona Montañosa del Sur.
Por el régimen de lluvia el territorio se ha dividido en cinco zonas:
Valle Central, con 800 a 1000 mm.
Llanura media del río Cauto, con 1000 a 1200 mm.
Precordillera de la Sierra Maestra, con 1200 a 1400 mm.
Zona alomada del sur del municipio, 1400 a 1600 mm.
Zonas montañosas, con 1600 a 1800 mm.

### Suelos
Los suelos predominantes en el territorio son de tipo arcilloso, con variación en sus profundidades, ya que va desde el suelo muy poco profundo hasta el medianamente profundo, y ocupa posiciones de ondulado a alomado. El drenaje es generalmente bueno, tanto superficial como interno, aunque en algunas áreas del territorio se observa erosión en forma laminar y de cárcavas.
Está sustentado sobre una arcilla calcárea amarillenta a veces mezclada con arenisca. Generalmente la textura es arcillosa a través del perfil; el color va desde el pardo en el primer horizonte hasta el pardo claro y pardo achocolatado. La estructura es fragmentaria fina a media; la plasticidad y adhesividad aumentan a partir del segundo horizonte y disminuyen en el último. Presenta en general buena porosidad y aireación.
Estos suelos tienen gran potencialidad para su uso en la agricultura y la ganadería, por estar desarrollados en una llanura fluvial y ser de características sedimentables aluviales.

### Hidrografía
En el territorio existen 11 ríos:
- Cauto
- Mefán
- Caney
- Curial
- Río Grande
- Yarayabo
- Marianao
- Cañas
- La Cubana
- Domingo
- Palenque

y 28 arroyos:
- El Salado
- La Pimienta
- El Muerto
- Catunda
- Manácas
- Cayaguazan
- Cenizas
- San Francisco
- El Bejimen
- Aguacate
- Los Doctores
- Hicotea
- Los Jarros
- San Alejandro
- Brazo Malo
- El Diamante
- Yarey
- El Corojo
- Mayala
- San Juan
- Solís
- Come Tierras
- Ceiba
- Las Tunas
- Los Guao

El territorio cuenta con 5 presas, 3 micropresas y 17 tanques.

### Relieve
Cuenta con un relieve variado: llano, montañoso y ondulado con presencia en muchos lugares de Colinas o lomas sin conexión alguna entre sí. El territorio que ocupa nuestro Municipio cuenta con un área total de 851,07 km², de esta pertenece al área montañosa 413,03 km² y a la zona llana 438,04 km². Por las características que presenta en el relieve la administración municipal se ha dividido en 3 áreas naturales.
Área de llanuras: no son completamente planas, presentan suaves ondulaciones, esta área ocupa la parte norte del municipio cruzada por una efectiva red fluvial que principalmente está regada por el Río Cauto, el cual principalmente recibe todas las aguas de la zona a la que pertenece, la llanura central del Cauto. Los valles más notables de este territorio son los del Cauto, los de Dulce Nombre y los de Ceiba Beatón.
Área de precordillera: el área urbana de este Municipio está desarrollado en una zona ondulada que al igual que las zonas de Santa Rita, Cauto Garzón, Juan Barón y el descanso son áreas de amortiguamiento de las grandes alturas del Sur.
Áreas montañosas: estas áreas pertenecen al mayor grupo montañoso de nuestra Isla, la Sierra Maestra, este territorio está cubierto por montes de alguna consideración por lo que en ella habitan las más variadas especies; esta zona ha sido declarada por el Estado Cubano como protegida a través del proyecto Ley 27 que establece su desarrollo y protección ambiental.
Está conformada por varias pendientes, de faldas o laderas no escarpadas, están cubiertas por una fecunda capa de tierra vegetal. Entre ellas se destaca la Loma de Aguacate al centro, La Loma del Pilar y La Loma de La Unión, por el oeste la Loma de Cabeza de Vaca, la Loma Raspadura, la Loma Bambú y la Loma Ojo de Agua. En la zona sur se destaca en la Sierra Maestra el territorio de La Cubana, punto situado al oeste de Nuevo Mundo en la Costa a 775 m sobre el nivel del mar. Estos territorios están comunicados a través de una red vial que permite la interrelación entre las zonas montañosas con las llanuras; es decir de las zonas de producción agrícola con las zonas de consumo.

### Flora
A la flora de Palma Soriano no podemos marcarla con características específicas, ya que son muy pocas las zonas de Cuba que tienen marcada particularidades, sin embargo sí podemos asegurar que en la flora de esta zona se han producido cambios que han traído la extinción de varias especies y el incremento de otras, a consecuencia fundamentalmente de la utilización irracional de los árboles. Entre las especies maderables más conocidas que forman la superficie forestal del municipio están las maderas preciosas que algunas no abundan pero son muy codiciadas por su valor como: cedro, dágame, guamá, majagua, caoba de Honduras, caoba del país, jiquí, majagua azul, júcaro negro, roble, caguairán, teca y guayacán. 
Hay muchas especies de árboles y arbustos cuyas fibras se pueden emplear en la industria textil y en la fabricación de sogas como son: el guamá y la majagua. Abundan muchos también los árboles frutales como: mango, zapote, mamey, naranja, guayaba, níspero, tamarindo, cañandonga, mamoncillo y mandarina. Existen además varias especies de Palmas, todas importantes porque proporcionan al campesino sus tablas, yaguas, pencas, y la palmiche como gran alimento para los cerdos, la más abundante es la palma real, árbol nacional de Cuba, ornamento de sus campos, objeto de admiración de los turistas extranjeros y motivos de inspiración para los primeros pobladores para nombrar a este municipio como Palma de Soriano.
Especies en peligro de extinción
A pesar de la escasa información tenemos la certeza de que en el territorio, existen riquezas de la flora en peligro de extinción como: el guayacán, el roble, el caguairán, el júcaro y la cubana.

### Fauna
En la actualidad el patrimonio faunístico de Palma Soriano, está compuesto por: miriápodos, insectos, arácnidos, moluscos, peces, anfibios, reptiles, aves y mamíferos.
Los miriápodos están representados por los ciempiés, que viven en lugares húmedos, debajo de las piedras y troncos.
De los insectos hay una gran cantidad de especies con hábitos muy variados entre los que podemos mencionar la cucaracha (Periplaneta americana), en los campos es común el grillo (Anurogrillus abortivus). Algunos insectos constituyen plagas nocivas principalmente en cultivos como: la primavera de la yuca (Cerinuyis ello) y la bibijagua (Alta insularis) otros lo molestan directamente como las diversas especies de moscas y mosquitos. Cuenta también con insectos que son importantes por su utilidad y belleza como la abeja (Apis melliphica) que produce miel y cera, y las mariposas que sobresalen por su belleza como la avellaneda (Phoebis avellaneda) y la gondlach (Papilio gundlachiano).
Los arácnidos están muy bien representados en esta localidad, hay especies muy temidas por su picadura como el alacrán (Rhopalurus jurceus) y la araña peluda (Eurypelma spinierus). Abunda en el ganado la garrapata (Boophilus annulatus).
Los moluscos son también abundantes en este territorio, tanto los terrestres como los fluviales entre los que están los ligus, caracoles, viana y las polimitas (Polymita picta). Considerada como los moluscos terrestres más bellos del mundo, son exclusivas de Cuba, para desarrollar sus funciones alimentarias necesitan que los hongos estén humedecidos, por eso se encuentran con mayor facilidad en lugares húmedos. Con la afectación de algunas áreas boscosas, con la acción del gavilán caguaneno y por la sed del humano de coleccionar Polymitas, estos moluscos se han reducido hasta el punto de estar en peligro de extinción, ya que son muy pocas las zonas en Cuba que cuentan con la presencia de este bello animal. Palma Soriano no está reconocida como zona donde habitan polymitas sin embargo los investigadores aseguran que existen y no de manera escasa en las zonas boscosas de la parte sur de este territorio y en Barranca.
La fauna acuática está muy bien representada. El hábitat de los peces de agua dulce se ha favorecido por el incremento de los embalses de agua en Palma Soriano pero lo que existe en el territorio no define del resto del país y se encuentran especies como: truchas, tilapias, tencas, biajacas, guajacón, etc.
Los anfibios también cuentan en esta localidad, existen diferentes especies de sapos y ranas, y la ranatoro.
Los reptiles tienen diferentes medios de vida, algunos habitan en ríos y presas como la jicotea (Pseudemys decussata) otros lugares húmedos y tranquilos como el majá de Santa María (Epicrates angulifen), los diferentes tipos de iguanas terrestres, chipojos (Arolis equestris) y lagartijas entre otros.
Las aves abundan con amplia diversidad, gran variedad en forma y tamaño algunas con colorido de indescriptible belleza y otras con cantos muy melodiosos. Como el sinsonte y el ruiseñor. El vuelo, es sin lugar a dudas la característica más notable que permita distinguir a las aves y también es la forma que tienen algunas de trasladarse de un lado a otro. La isla de Cuba y específicamente Palma Soriano sirve de estación a las aves migratorias por lo que todas no se pueden considerar típicamente cubanas. En el municipio existen abundantes especies:
- garza azul
- garza ganadera
- pato florido
- gaviota negra
- codorniz
- faisán de collar
- gallina de Guinea
- paloma rabiche
- paloma aliblanca
- tojosa
- lechuza
- judío
- tocororo
- totí
- mayito
- gorrión de pecho amarillo
- paloma de Castilla
- carta Cuba
- zarnícaro
- gavilán
- sabanero
- gallareta de pico rojo
- gallareta azul
- aguaitacaimán
- arriero tacó
- carabobo
- guincho
- diferentes especies de palomas
- pitirre
- mayito
- zorzal real

Abundan también las aves de corral como: pavo real, gallina, pavo o guanajo, pato, ganso, oca.
Se cuenta además con la presencia del ave más pequeña del mundo: el zunzuncito o pájaro mosca (Mellisuga helerae).
Los mamíferos que viven en Palma no se diferencian del resto de la isla de Cuba, y tienen modos de vida muy variados como las jutías (roedores con hábitat arbóneo), murciélagos de cuevas, troncos de árboles y lugares abandonados, también ratones, conejos, animales domésticos como perro, gato; y los que forman el ganado mayor y menor como ovino, vacuno, porcino, mular, caballar, etc. En ocasiones la fauna se ve transformada por la acción del hombre de acuerdo a sus intereses ejemplo el Área Protegida Giro.

#### Especies en peligro de extinción
Por la acción del humano, se puede asegurar que las especies que menos abundan son: majá de Santa María, jutías, sinsontes, mariposas, azulejos, ruiseñor, torcaza, paloma camao, gallina de Guinea, tomeguín, tocororo, carpintero, polymitas y el zunzún por solo mencionar algunos.

## Desarrollo económico

### Principales industrias
Se destacan entre las principales industrias, el CAI Dos Ríos, el poligráfico Haydee Santamaría, el combinado lácteo, el combatiente cárnico, la fábrica de fósforos Francisco Borrero Lavadi, la fábrica de calzado Efraín Medina, la fábrica de galletas, la fábrica de fideos, la fábrica de bloques y mosaicos, el combinado de hormigón, la imprenta, el aserrío municipal y un combinado químico en industria locales.

### Producciones de alimentos industriales
Se cuenta con 23 panaderías, 4 dulcerías, 1 fábrica de galletas, 1 fábrica de pastas alimenticias, un combinado lácteo, un combinado cárnico y una fábrica de refrescos.

## Situación laboral
La población económica activa en el territorio es de 38 463 personas. De ellas se encuentran ocupadas 37 492; del total de la población apta sin empleo, 971 personas (un 1.8 %), se encuentra en el sector estatal civil 24 236 trabajadores y en el sector no estatal 13 111 trabajadores, de ellos en CRA 779 y en las UBPC 5936 trabajadores. En el sector privado existen 6396 trabajadores y en organizaciones de masas y políticas 145 y 132 en tiendas recaudadoras de divisas.
En el sector estatal existen 1845 dirigentes, 982 administrativos, 6943 técnicos, 7733 trabajadores de servicios, 9686 obreros y 2516 campesinos.*
- La fuente anterior indica un 10.5% de esta población, como dirigentes y administrativos. Lo que justifica el estado de precariedad, tanto de este territorio, como del resto del país. Reflejo de la pobre administración del estado revolucionario cubano.

## Servicios comerciales
Los servicios gastronómicos poseen 39 unidades, 3 hoteles, 19 cafeterías y 6 centros nocturnos. El comercio minorista posee 2020 unidades, entre ellas, 150 bodegas para la venta de alimentos, 12 tiendas para las ventas de industriales, 3 supermercados y 25 carnicerías.
Para la venta de los productos de la agricultura se posee 22 placitas, 1 mercado estatal, 1 cerdicentro, 2 pescaderías para ventas diferenciadas y 127 puntos de ventas de la agricultura urbana.
Empresas de apoyo al MINAZ
Además del CAI Dos Ríos que se encarga de la producción cañera azucarera se encuentra la GECA (se dedica a la parte constructora), TECMA (se dedica en lo fundamental al trabajo de pailería, soldadura, fundición y reparación de equipos agrícolas). ENTA (en lo fundamental a la transportación de equipos y el tiro de caña), ETICA (se dedica a la investigación de la caña de azúcar). Comercializadora (se dedica a comerciar los equipos y materiales necesarios para la industria y las UBPC), Empresa Ferroviaria (Garantiza el tiro de caña, azúcar por ferrocarril y repara las locomotoras, vagones y centros de acopio), TRANSMINAZ (se dedica al tiro de caña con camiones).
Comunales
En la actividad de Servicio Comunales existe 1 Funeraria con 4 capillas, 19 cementerios, 26 parques, 16 parques infantiles, 1 vivero, 3 jardines, 1 florería, 1 fábrica de coronas. Existen 1935 calles en la ciudad de Palma Soriano y actas para el barrido 995.

## Transporte
Para el desarrollo de esta actividad se cuenta con una UBE la que posee 13 camiones, 19 ómnibus, 20 taxis, 8 carahatas, 1 coche urbano y es apoyada además por 42 camiones particulares, 20 camionetas particulares y 235 coches. Existe también un establecimiento de Ferrocarriles de Cuba con paraderos en Oriente, Candonga, Dos Ríos y Palma ciudad.

## Construcción
La actividad se desarrolla a través de la Dirección Municipal de la Vivienda, la Unidad Municipal de Inversiones, la Microbrigada Social, Planificación Física, Mantenimiento Constructivo, Contingente 30 de noviembre, GECA, Vial 10, Vialidad, Construcción del Oriente, Materiales 14, Industria de Materiales del Poder Popular, EPASE y Brigadas de construcción existentes en el CAI, Empresa Cafetalera, Cultivos Varios, Empresa Pecuaria y otras de mantenimiento interno en diversas entidades. Se cuenta además con 2 industrias para la producción de materiales, varios tejares para la producción de ladrillos y una planta procesadora de piedras y una de arena actualmente sin funcionar.
Desarrollo Social

## Educación
La enseñanza se ha extendido hasta los más intrincados lugares del municipio que actualmente cuenta con 139 Escuelas Primarias de ella 22 Escuelas primarias Urbanas, 4 Escuelas Primarias Seminternas, Escuelas Rurales 117, Escuela Secundarias Básicas 11, 9 en la zona urbana 9 y 2 en la zona rural (ESBEC), 2 Preuniversitarios uno rural y otro urbano, dos Escuelas de la Enseñanza Técnica, 4 Escuelas de la Enseñanza Especial, 7 Escuelas para la Superación Integral para Jóvenes, 8 Círculos Infantiles, una Casa de Amparo Filial, una Facultad Obrero Campesina (FOC), Escuela de Idioma Extranjero, un CDO y un Centro de Documentación Pedagógica.
El total de trabajadores en este sector es de 4037 de ellos 2857 son docentes y 1180 son trabajadores no docentes y la matrícula total de estudiantes es de 26 264 estudiantes.

## Salud
La atención de la Salud Pública muestra un saldo positivo por el incremento de las instalaciones de asistencia médica y las posibilidades con que cuenta la población para la preservación de su vida. Un total de 2 hospitales (pediátrico y materno) 1 sala de terapia intensiva, 6 policlínicos, 81 consultorios médicos, 6 clínicas estomatológicas, 2 hogares maternos, 1 hogar de ancianos, 2 casas de abuelos, 1 banco de sangre con una unidad móvil, 1 control de ambulancias, 1 centro de medicina natural y tradicional, 5 salas de rehabilitación, 1 sala de hemodiálisis, 19 farmacias, 1 almacén de distribución de medicamentos y una óptica, cuenta además con 550 médicos, 91 estomatólogos, 668 enfermeras y 2081 otros trabajadores.
La expectativa de vida es aproximadamente de 75 años para los hombres y 76 años para las mujeres. El 14 % de la población (o sea 17 196) es adulto mayor (con más de 60 años de edad).

## Cultura
El desarrollo de la cultura pone de manifiesto la idiosincrasia y sensibilidad artística de los habitantes de Palma Soriano que cuenta con 4 orquestas, 1 conjuntos, 2 tríos, 1 banda de música, 1 septeto, 28 grupos de danzas, 27 grupos de teatros, 4 casas de cultura, 2 museos, 3 librerías, 5 bibliotecas, 4 cines, 2 salas de videos, 50 salas de televisión 1 galería de arte, 1 taller de artes plástica, 1 taller literatura, 1 casa de la trova.
El movimiento de aficionados posee 171 unidades artísticas en 5 manifestaciones del arte. Todo esto ha hecho posible que se desarrollen en cada año las Semanas de Cultura, las Fiestas de los Consejos Populares y los encuentros de Danza Folkórica de Gagá.
En el movimiento cultural de este municipio se destaca la banda municipal de conciertos Palma Soriano.

## Deporte
El municipio de Palma Soriano ha alcanzado éxitos nacionales e internacionales en distintas manifestaciones deportivas, contando con 1 estadio, 6 combinados deportivos, 27 campos de pelota, 159 instructores, 30 instalaciones deportivas y otras rústicas en todo el territorio.
Las múltiples instalaciones e instructores han convertido al territorio en cuna de campeones que en olimpíadas, campeonatos mundiales, centros y panamericanos, acumulan 71 medallas de oro, 26 de plata y 8 de bronce, más de 1600 palmeros han representado a Cuba en eventos internacionales después del triunfo de la revolución.
Muchos atletas palmeros han extendido su gloria a toda la nación cubana:
- Adalberto Barbán,
- Polito Caraballo,
- Jorge García,
- Ramón Hechavarría,
- Rey Isaac,
- Orestes Kindelán,
- Aldo Martínez,
- Antonio Pacheco,
- Ana Fidelia Quirós,
- Estela Rodríguez,
- Marcos Santana.